# Jason Zimbler
Jason Zimbler (Nueva York, 27 de julio de 1977) es un actor estadounidense.
Es mayormente conocido por hacer el papel de Ferguson Darling en la serie de televisión Clarissa lo explica todo, transmitida en Nickelodeon de 1991 a 1994.
Después de terminado el espectáculo, Zimbler asistió a la Universidad de Notre Dame.
- Datos: Q6163841